# Swamp Grass
| Recensione              | Giudizio |
| ----------------------- | -------- |
| AllMusic                | [ 2 ]    |
| Dizionario del Pop-Rock | [ 3 ]    |

Swamp Grass è il quarto album discografico di Doug Kershaw, pubblicato dalla casa discografica Warner Bros. Records nel febbraio del 1972.

## Tracce

### LP
Lato A
Testi e musiche di Doug Kershaw.
1. Louisiana Woman – 2:55
2. Louisiana Man – 3:36
3. Isn't That About the Same – 2:47
4. Can't It Wait Till Tomorrow – 2:19
5. Swamp Grass – 4:11

Lato B
Testi e musiche di Doug Kershaw.
1. From a Little Flirt Comes a Big Hurt – 3:23
2. Take Me Back to Mama – 2:34
3. Zacharia – 2:30
4. Vicki Brown – 2:43
5. (Ain't Gonna Get Me Down) Till I Hit the Ground – 3:04
6. Cajun Funk – 3:37

## Musicisti
- Doug Kershaw - voce, chitarra, fiddle[1]
- Red Lane - chitarra
- Dave Kirby - chitarra
- Jimmy Colvard - chitarra
- Tony Migliore e Chuck Cochran - piano, organo
- Joe Allen - basso
- Kenny Malone e Karl Himmel - batteria

Note aggiuntive
- Buddy Killen - produttore
- Registrazioni effettuate al Sound Shop di Nashville, Tennessee (Stati Uniti)
- Ernie Winfrey - ingegnere delle registrazioni
- Ed Thrasher - art direction copertina album originale
- Abe Gurvin - cover art copertina album originale
- Marty Evans - fotografie copertina album originale[5]